# Curtomerus politus
Curtomerus politus là một loài bọ cánh cứng trong họ Cerambycidae.